# Cá đao thường
Cá đao thường, tên khoa học Pristis pristis, là một loài cá đao của họ Pristidae, được tìm thấy trong vùng nhiệt đới và cận nhiệt đới của Đại Tây Dương, Địa Trung Hải, phía đông Thái Bình Dương và ở miền bắc Úc. Theo tên của nó, nó đã từng phong phú, nhưng có bây giờ giảm mạnh dẫn đến nó được coi là một loài cực kỳ nguy cấp theo IUCN. Chiều dài tối đa của nó là 7,5 mét (25 ft), mặc dù 2,5 m (8,2 ft) phổ biến hơn. Nó là loài đẻ trứng thai.
Việc phân loại giữa cá đao thường với P. microdon và P. perotteti gây ra sự nhầm lẫn đáng kể, nhưng bằng chứng gần đây cho thấy cả ba là cùng loài (trường hợp này sẽ khiến P. microdon và P. perotteti trở là danh pháp đồng nghĩa của P. pristis), vì thiếu sự khác biệt hình thái và di truyền.